# Westwood Shores
Westwood Shores est une census-designated place située dans le comté de Trinity, dans l’État du Texas, aux États-Unis. Sa population s’élevait à 1 239 habitants lors du recensement de 2020.